# Казарін Віталій Павлович
Віталій Павлович Казарін (рос. Виталий Павлович Казарин; 4 листопада 1971, м. Орськ, Російська РФСР) — російський хокеїст, лівий/центральний нападник. 
Вихованець хокейної школи «Южний Урал» (Орськ). Виступав за: «Мечел» (Челябінськ), «Южний Урал» (Орськ), «Казахмис» (Караганда), «Казахмис» (Сатпаєв), «Южний Урал» (Орськ).